# Samuel Ghiles-Meilhac
Samuel Ghiles-Meilhac, né en 1983, est un universitaire français (historien et sociologue) spécialiste du Proche-Orient et de la communauté juive française. Il enseigne à l'Institut d'études politiques de Paris et à NEOMA Business School.

## Biographie
Diplômé de l'Institut d'études politiques de Grenoble et de l'École des hautes études en sciences sociales (EHESS), il a réalisé sa thèse, intitulée La voix politique de la « communauté juive » de France : histoire du CRIF, des notables israélites à la tentation du lobbying, sous la direction du sociologue Michel Wieviorka. Il a collaboré à diverses revues, dont l'Arche, Politis, Le meilleur des mondes, The Berkeley Political Review ou encore Diasporique.

## Publications
- Le Monde Diplomatique et Israël 1954-2005. Histoire moderne de l'État juif à travers un journal français de référence, Éditions du Manuscrit, Paris, 2006.
- Le CRIF. De la Résistance juive à la tentation du lobby. De 1943 à nos jours, Éditions Robert Laffont, 2011.
- Des français israélites, avec Adrien Cipel, Michel de Maule, 2013,  (ISBN 978-2876235182)

## Analyse de son œuvre
Son premier ouvrage, intitulé Le Monde Diplomatique et Israël 1954-2005. Histoire moderne de l'État juif à travers un journal français de référence (2006), analyse l'évolution des positions du mensuel français Le Monde diplomatique à l'égard d'Israël et du conflit israélo-palestinien. Selon Samuel Ghiles-Meilhac, cette publication, initialement nommée Journal des cercles consulaires et diplomatiques, serait demeurée plutôt favorable à Israël avant d'évoluer vers une posture critique, sous l'impulsion de Claude Julien, au moment de la Guerre du Kippour de 1973. Après s'être rapproché de la gauche radicale, le Monde diplomatique, soutiendrait désormais la cause palestinienne, comme en témoignent les engagements personnels de plusieurs collaborateurs du journal (Serge Halimi, Alain Gresh, Dominique Vidal, etc).
Le second essai (Le CRIF. De la Résistance juive à la tentation du lobby. De 1943 à nos jours) retrace l'histoire du Conseil représentatif des institutions juives de France (CRIF) à partir d'archives, de documents de presse et de témoignages. Selon le journal Le Monde, Samuel Ghiles-Meilhac explique dans cet ouvrage que le CRIF est l'incarnation symbolique en France de la Shoah et surtout de la Résistance juive. Bien que beaucoup moins influent vis-à-vis des hommes politiques que ses homologues américains, le CRIF se veut un lobby au service de la communauté juive de France, mais aussi de l'État d'Israël. Avec un point de rupture net : le début des années 2000 avec le lancement de la seconde Intifada, l'échec du sommet de Camp David et l'élection à la tête du CRIF de Roger Cukierman ; moment à partir duquel le CRIF, autrefois simplement solidaire d'Israël, radicalise sa position pour soutenir inconditionnellement l'État hébreu, et se rapprocher plus particulièrement de la droite israélienne,. Un suivisme que Ghiles-Meilhac reproche à l'institution représentative. Toutefois, comme l'explique Pascal Boniface, Samuel Ghiles-Meilhac relève que les efforts du CRIF pour infléchir la politique extérieure française, notamment en demandant l'intégration d'Israël au sein de la Francophonie et en exigeant la reconnaissance de Jerusalem unifiée comme capitale unique de l'État hébreu, sont restés vains. Le CRIF s'est, concomitamment, davantage investi dans la lutte contre l'antisémitisme, voyant un lien entre le déclenchement de la seconde Intifada et la montée de ce dernier qu'il voit en France. Il souhaite également, et bénéficie même en ce sens du soutien de l'ancien président du CRIF Roger Cukierman, dépassionner l'usage du terme « lobby » (au moins poser la question) pour sereinement mettre en perspective les activités à caractère politique du CRIF. Enfin, Samuel Ghiles-Meilhac explique que plusieurs associations communautaires françaises, comme le Conseil représentatif des associations noires de France (CRAN), tentent, souvent en vain, de prendre modèle sur le CRIF, qui fédère 64 associations juives.
À l'occasion des démarches de l'Autorité palestinienne en faveur de l'admission de l'État palestinien parmi les membres l'ONU (septembre 2011), il déclare dans le journal Le Monde que « les leaders de la diaspora organisée se font les porte-paroles d'une politique israélienne sur laquelle ils n'ont aucun moyen de peser et prennent le risque de se discréditer ».
Dans les débats qui suivent les attentats de janvier 2015 en France, il publie une tribune, intitulée « Le réel ne passera pas ! », sur le site du journal Le Monde. Ce texte est une réponse au texte collectif « Non à l'union sacrée », signé notamment par Eric Hazan, Marwan Mohammed et Enzo Traverso.